# 中村謙一 (鉄道官僚)

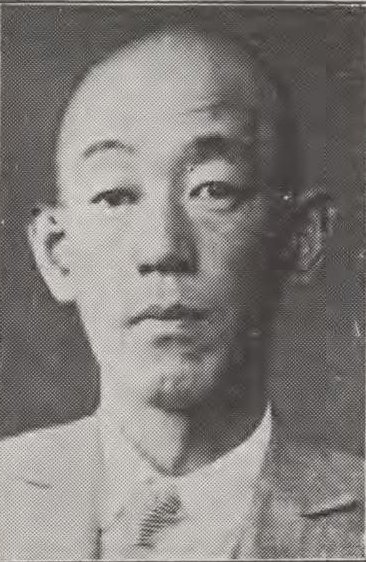
中村謙一

中村 謙一（なかむら けんいち、1882年2月17日 - 1943年2月26日）は、日本の官僚、華族。鉄道省建設局長、鉄道会議議員、鉄道工事統制協会長、土木学会長、災害予防調査会委員、発電調査会委員等を歴任し、貴族院議員も務める。勲三等男爵。墓地は多磨霊園。中村覚の子。

## 経歴
中村覚・陸軍大将男爵の長男として生まれる。
- 東京府立第一中学校、第一高等学校卒業
- 1905年（明治38年） 東京帝国大学卒業
- 1908年（明治41年） 鉄道院技師
- 1913年（大正2年） 欧米留学
- 1923年（大正12年） 鉄道省建設局計画課長
- 1925年（大正14年） 男爵を襲爵
- 1926年（大正15年） 鉄道省建設局長
- 1929年（昭和4年） 貴族院議員

## 親族
- 父 中村覚
- 弟 中村謙二（陸軍大佐）
- 弟 森村謙三 - 6代目森村市左衛門の異母弟・森村豊の娘婿。森村同族会幹部。相婿に長與又郎
- 弟  多羅尾謙四郎 - 大阪海上火災保険社長・多羅尾源三郞の娘婿
- 弟 小林謙五（海軍中将）
- 妹・節 - 児玉国男（子爵・児玉源太郎四男）の妻
- 妹・いさを - 伯爵・伊東靖祐（伊東祐亨長男）の妻
- 妻 玉枝 - 外交官・宮岡恒次郎の長女。恒次郎（1866年生）は、川越で代々酒屋や料理屋などを営んできた商家「町勘」の二男で、7代目だった父親は大阪の旗本竹中の姓を買って竹中周則と名乗り、新政府に協力して倉敷で暮らした[3]。恒次郎は東京英語学校を経て東京帝国大学法学部に入学、在学中はモースの通訳として米国にも滞在し、卒業後外務省に入り、外交官として欧米勤務を経て駐米日本大使館参事官を務めた[3][4]。
- 長男 徹雄（貴族院男爵議員、東京帝国大学経済学部卒、岳父に小田原銀行取締役・辻村常助）
- 二男 中村達雄 - 京都帝国大学農科を経て農林省。岳父に小松製作所社長・白石多士良（白石直治長男）。
- 長女・豊子 - 国鉄技師長島秀雄（島安次郎長男）の妻
- 二女・多摩子 - 蘆原英了の妻
- 孫 島隆 - 鉄道技師。豊子の子

## 著書
- 『近世橋梁学』上巻、工業雑誌社、1911年。
- 『近世橋梁学』中巻、工業雑誌社、1927年。
- 『亡父を偲ぶ』非売品、1927年。